# Juan Antonio de la Colina

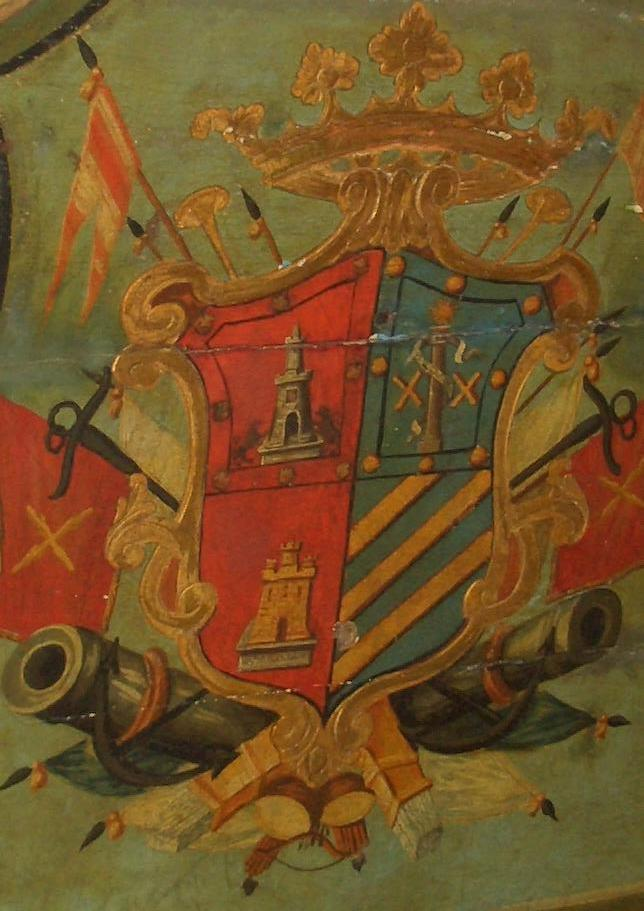
Escudo del marino Juan Antonio de la Colina.

Juan Antonio de la Colina Rasines (Bárcena de Cicero, Cantabria, España, 1706-La Habana, Cuba, España, 1791) fue un militar de la Armada de España.
Tras trasladarse a Santander consiguió la plaza de marino voluntario en uno de los bajeles de la Armada de España. Tras aprobar el examen de ingreso en la Guardia Marina, en 1734 fue destinado a La Habana. El 20 de marzo de 1754 fue promovido a capitán de Navío y cinco años después volvió con licencia a Cantabria y construyó en Bárcena de Cicero un palacio que todavía se conoce con el nombre de «Palacio de La Colina».
En 1762, de regreso a Cuba tuvo de emplearse a fondo durante el ataque de una escuadra británica que se saldó con la pérdida de La Habana, 60 leguas de terreno, un tesoro de 15 millones de duros, una gran cantidad de municiones y nueve navíos de línea y tres fragatas, resto de la Armada española enviada a aquel puesto. La Habana y el resto de la isla ocupada se recuperaron en virtud del Tratado de París, firmado el 10 de febrero de 1763. Colina fue absuelto en el consejo de guerra formado por esta derrota.
El 10 de febrero de 1765, fue promovido a jefe de escuadra y, en 1767 se le encomendó la Comandancia General del Apostadero de La Habana. En el desempeño de este cargo, redactó un reglamento para la formación de un arsenal y un astillero. Sus esfuerzos se vieron compensados al lograr que, con el tiempo, los navíos de La Habana fueran considerados de los mejores de la Armada. Durante su mandato, se construyeron 26 buques de todos los tipos y tamaños, entre ellos, en 1769, el Santísima Trinidad.
- Datos: Q5947502